# 1606 en science
| Années de la science : 1603 - 1604 - 1605 - 1606 - 1607 - 1608 - 1609    |
| Décennies de la science : 1570 - 1580 - 1590 - 1600 - 1610 - 1620 - 1630 |

Cet article présente les faits marquants de l'année 1606 en science.

## Événements
- Mars : le navigateur hollandais Willem Janszoon accoste sur la côte occidentale de la péninsule du cap York, en Australie[1].
- 14 mai : l’explorateur portugais, Pedro Fernández de Quirós, croyant trouver l'Australie, est le premier européen à débarquer au Vanuatu, sur l’île d’Espiritu Santo (qu'il appelle La Austrialia del Espiritu Santo)[2].
- 2 octobre : l’Espagnol Luis Váez de Torrès franchit le détroit qui sépare l'Australie de l'île de Nouvelle-Guinée et qui maintenant porte son nom, le détroit de Torrès[3].

- Galilée met au point un thermoscope à la suite d’expériences commencées en 1603[4].

## Publications

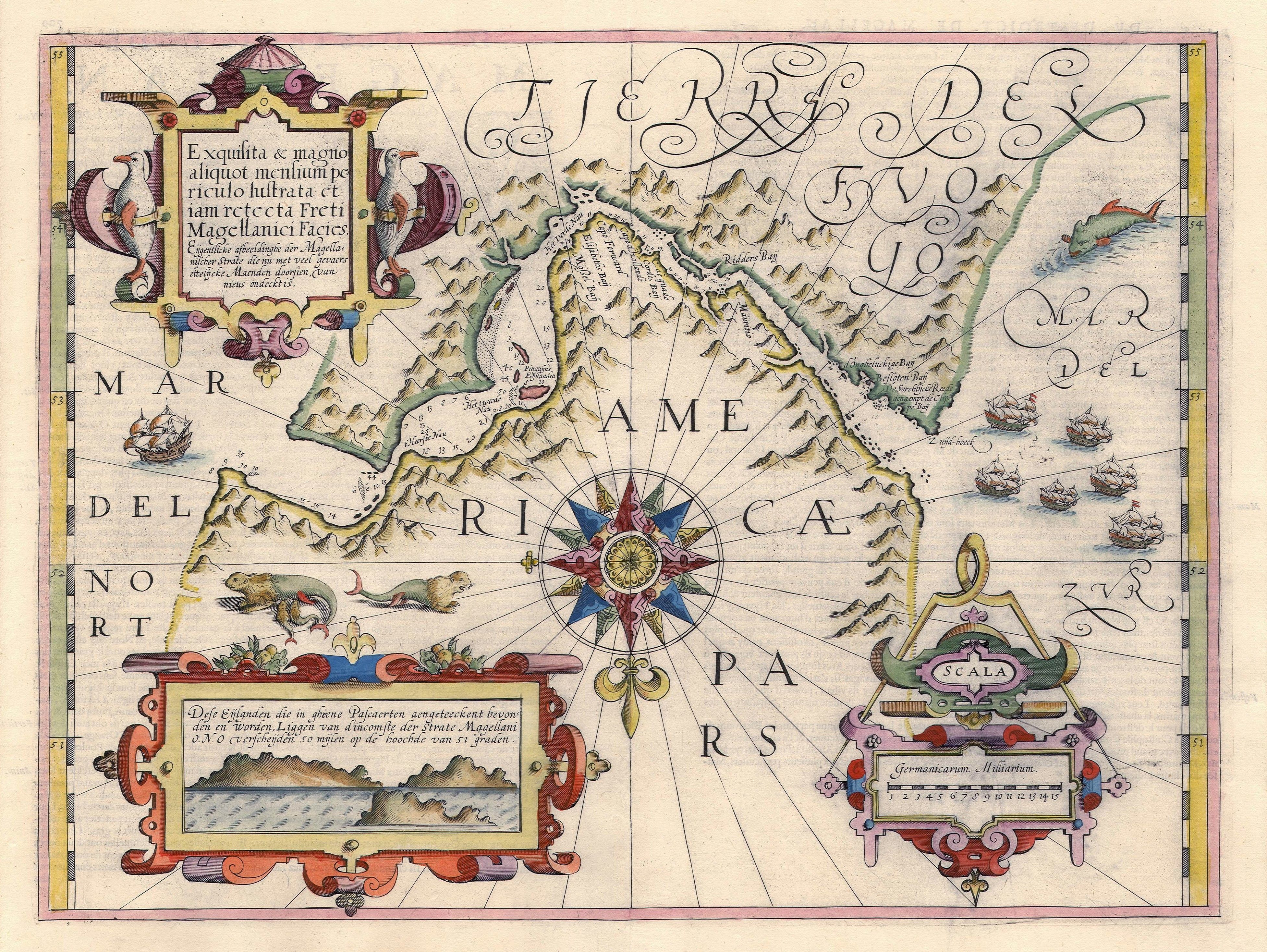
Carte du détroit de Magellan, Jodocus Hondius, 1606

- Première édition par Jodocus Hondius de l'Atlas Mercator-Hondius, qui reprend celui de Gerardus Mercator et l'augmente.
- Fabio Colonna : Ekphrasis, 1606 ;
- Galilée : le Operazioni del compasso geometrico et militare di Galileo-Galilei, nobil Fiorentino ;
- Johannes Kepler : De Stella nova in pede serpentarii, 1606 ;
- Adrien Romain : Le miroir astronomique : Speculum astronomicum, sive organum forma mappae expressum ; in quo licet immobili omnes qui in primo caelo, primoque mobili spectari solent motus, per canones ea de re conscriptos, planissime sine ullius regulae aut volvelli beneficio repraesentantur, imprimé par Joannis Masius, 1606 ;
- Luca Valerio : Quadratura parabolae per simplex falsum, Rome, 1606 ;
- Jakob Zwinger : Principiorum chymicorum examen ad Hippocratis, Galeni, cœterorumque Grœcorum et Arabum consensum, 1606, in-8.
- Ulisse Aldrovandi : De reliquis animalibus exanguibus, Bologne, 1606, posthume ;
- Johannes Trithemius : Steganographia (Stéganographie), composé vers 1499 est publié à Francfort.

## Naissances
- 4 janvier : baptême de Edmund Castell (mort en 1685), linguiste anglais[5].
- 30 mars : Vincenzo Reinieri (mort en 1647), mathématicien et astronome italien.

- Philippe Mallet (mort en 1679), mathématicien français.

## Décès
- 18 septembre : Cheng Dawei (né en 1533), mathématicien chinois.
- 13 novembre : Girolamo Mercuriale (né en 1530), médecin et historien italien.
- 19 novembre : Henri de Monantheuil (né en 1536), mathématicien et médecin français[6].